# جائزة إيطاليا الكبرى للدراجات النارية 1995
جائزة إيطاليا الكبرى للدراجات النارية 1995 هو سباق دراجات نارية أقيم بتاريخ 11 يونيو 1995 في حلبة موجيلو. كان الجولة السادسة من أصل 13 في سباق الجائزة الكبرى للدراجات النارية موسم 1995. فاز ميك دوهان بفئة الموتو جي بي بينما جاء داريل بيتي في المركز الثاني وحصل على المركز الثالث ألبرتو بويغ.

## وصلات خارجية
- الموقع الرسمي